# Schaeffler Gruppe
Schaeffler Technologies AG & Co. KG (Schaeffler Gruppe in tedesco) è una azienda privata produttrice di cuscinetti volventi per i settore industriali, automotive e aerospaziale. In Germania, i marchi principali del gruppo Schaeffler – INA, FAG e LuK – sono commercializzati da Schaeffler Technologies AG & Co. KG e LuK GmbH & Co. oHG.

## Storia
Nel 1883 Friedrich Fischer di Schweinfurt progetta una macchina per permettere a sfere di acciaio di rotolare in uno stato completamente rotondo per la prima volta – e in grandi volumi. Nel 1905, il 29 luglio, il marchio FAG viene registrato presso l'ufficio brevetti di Berlino. Il marchio registrato FAG è acronimo di Fischers Aktien-Gesellschaft. Nel 1946 i fratelli Wilhelm e Georg Schaeffler, entrambi laureati con dottorato di ricerca, fondano INA a Herzogenaurach. Nel dopoguerra, nel 1949, il cuscinetto a rulli cilindrici, sviluppato da Georg Schaeffler, diventa un componente affidabile per applicazioni industriali.
Nel 1965 viene fondato LuK Lamellen und Kupplungsbau GmbH a Bühl. Nel 1999 la INA ingloba la LuK GmbH e nel 2002 viene acquisita la FAG Kugelfischer Georg Schäfer AG, Schweinfurt. Nel 2003 INA, FAG e LuK formano il gruppo Schaeffler. Nel 2008 il gruppo Schaeffler Group compra la maggioranza relativa delle azioni Continental AG e nel 2009 Juergen M. Geissinger, presidente e CEO del gruppo Schaeffler, viene eletto presidente del World Bearing Association. Nel 2011 Schaeffler Group diventa Schaeffler AG and Schaeffler Technologies AG & Co. KG.
La Schaeffler-Gruppe Holding, attraverso Georg Friedrich Wilhelm Schaeffler (80%) e Maria-Elisabeth Schaeffler (20%), detiene il 46% della società Continental AG.

## Prodotti
I marchi del gruppo sono INA, FAG e LuK e forniscono settori quali l'industria automobilistica, la costruzione di macchine e l'aerospazio. I cuscinetti vengono montati nel gruppo motore, nelle trasmissioni e nelle macchine per l'industria pesante e nel trasporto ferroviario.
Al 2020 il gruppo detiene 20 siti di sviluppo e oltre 26.500 brevetti e nel 2019 era al secondo posto in Germania come numero di brevetti.

### INA

INA-Logo

La sigla INA sta per „Industrie-Nadellager“. Nel 1949 viene sviluppato il cuscinetto a rullini da Georg Schaeffler. Nel 1965 INA fonda la LuK Lamellen und Kupplungsbau GmbH a Bühl (Baden).

### FAG

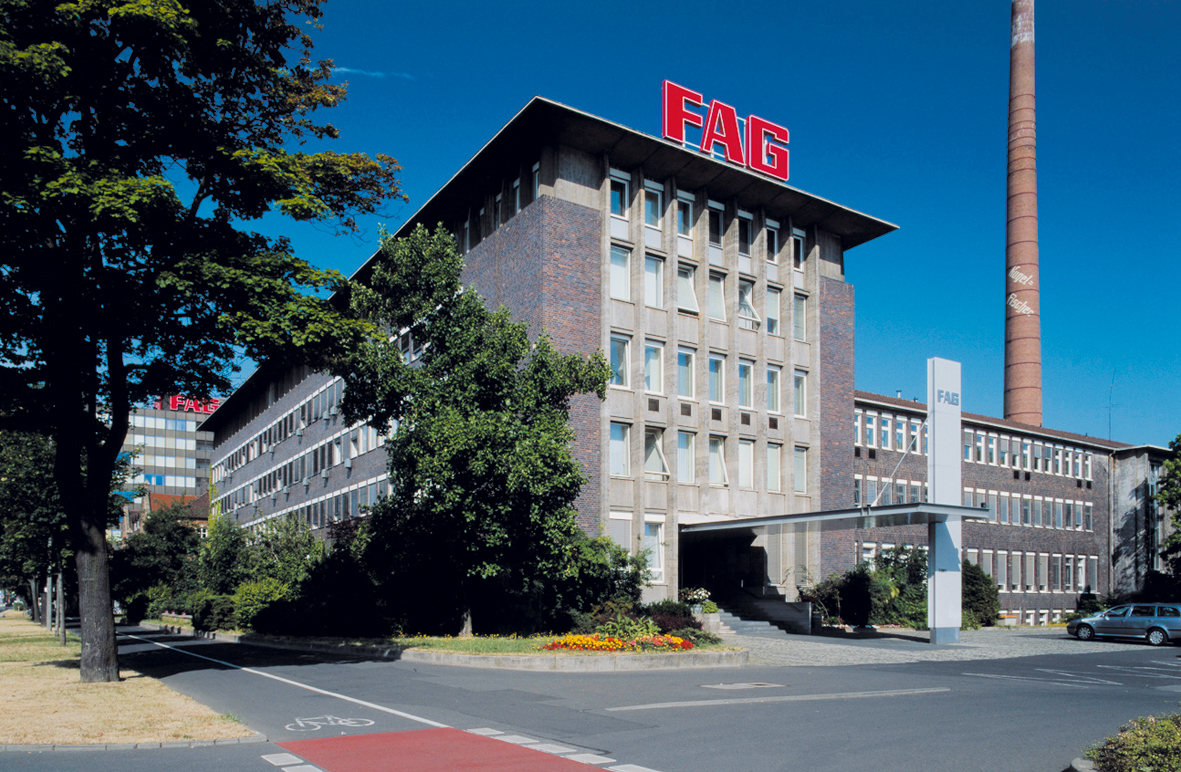
Schaeffler Technologies GmbH & Co. KG a Schweinfurt

FAG sta per Fischer's Automatische Gussstahlkugelfabrik. Nel 1883 Friedrich Fischer a Schweinfurt costruisce una macchina per produrre sfere levigate di acciaio. Fischer e Wilhelm Höpflinger svilupparono ulteriormente la macchina brevettandola nel 1890. Iniziò così l'industria dei cuscinetti a sfera. Nel 1905 viene brevettato il marchio FAG a Berlino. Come unico produttore del settore Georg Schäfer (II) con la FAG nel 1929 entra in competizione con la svedese Svenska Kullagerfabriken (SKF). Nel 1968 viene acquisita la AKF (Allgemeine Kugellagerfabrik Ges.m.b.H.). Undici anni dopo viene venduta il sistema Kugelfischer alla Robert Bosch GmbH.

### LuK

LuK-Logo

La LuK GmbH & Co. KG (Lamellen- und Kupplungsbau) con sede a Bühl viene fondata nel 1965 da Georg Schaeffler e Wilhelm Schaeffler a Bühler. Antecedente fu la Lamellen- und Kupplungsbau August Häussermann, fondata nel 1927 a Esslingen-Mettingen.
Dal 1965 LuK fornì la Volkswagen per il suo Maggiolino. Viene sviluppata la frizione dual-mass (ZMS) nel 1985. Dal 1999 LuK produce componenti per il cambio continuo (CVT) a nome „Multitronic“ di Audi.